# A Mafilm filmográfiája
A Mafilm saját gyártású és koprodukciós alkotásainak listája.

## Saját gyártású filmek listája
| Film                                                | Év   | Gyártó cég                                                                 | Rendező                      | Forgatókönyv                                                        | Operatőr                                                                                                 | Zeneszerző                                                                                                  |
| --------------------------------------------------- | ---- | -------------------------------------------------------------------------- | ---------------------------- | ------------------------------------------------------------------- | --- | --- |
| A pénzcsináló                                       | 1964 | MAFILM 3. Játékfilmstúdió                                                  | Bán Frigyes                  | Bencsik Imre                                                        | Forgács Ottó                                                                                             | Fényes Szabolcs                                                                                             |
| Álmodozások kora                                    | 1964 | Mafilm 3. Játékfilmstúdió                                                  | Szabó István                 | Szabó István                                                        | Vámos Tamás                                                                                              | Eötvös Péter                                                                                                |
| AZ ÉLETBE TÁNCOLTATOTT LÁNY                         | 1964 | Mafilm 4. Játékfilmstúdió                                                  | Banovich Tamás               | Banovich Tamás                                                      | Szécsényi Ferenc                                                                                         | Vujicsics Tihamér                                                                                           |
| DÉLTŐL HAJNALIG                                     | 1964 | Mafilm 2. Játékfilmstúdió                                                  | Rényi Tamás                  | Fábián Zoltán                                                       | Herczenik Miklós                                                                                         | Láng István                                                                                                 |
| HA EGYSZER HÚSZ ÉV MÚLVA                            | 1964 | Mafilm 3. Játékfilmstúdió                                                  | Keleti Márton                | Bíró Zsuzsa                                                         | Pásztor István                                                                                           | Ránki György                                                                                                |
| IGEN                                                | 1964 | Mafilm 3. Játékfilmstúdió                                                  | Révész György                | Boldizsár Iván                                                      | Szécsényi Ferenc                                                                                         | Mihály András                                                                                               |
| Így jöttem                                          | 1964 | MAFILM 4. Játékfilmstúdió                                                  | Jancsó Miklós                | Hernádi Gyula                                                       | Somló Tamás                                                                                              | Jeney Zoltán                                                                                                |
| Kár a benzinért                                     | 1964 | MAFILM 3. Játékfilmstúdió                                                  | Bán Frigyes                  | Bencsik Imre                                                        | Hegyi Barnabás                                                                                           | Bágya András                                                                                                |
| KARAMBOL                                            | 1964 | MAFILM 1. Játékfilmstúdió                                                  | Máriássy Félix               | Máriássy Judit                                                      | Illés György                                                                                             | Vincze Imre, Gonda János                                                                                    |
| MÁR NEM OLYAN IDŐKET ÉLÜNK                          | 1964 | MAFILM 4. Játékfilmstúdió                                                  | Marton Endre                 | Kállai István                                                       | Pásztor István                                                                                           | Gyulai Gaál János                                                                                           |
| MÁSFÉL MILLIÓ                                       | 1964 | MAFILM 2. Játékfilmstúdió                                                  | Palásthy György              | Palásthy György, Tabi László                                        | Hegyi Barnabás                                                                                           | Lovas Ferenc                                                                                                |
| Miért rosszak a magyar filmek?                      | 1964 | MAFILM 4. Játékfilmstúdió                                                  | Fejér Tamás                  | Csurka István                                                       | Hegyi Barnabás                                                                                           | Vujicsics Tihamér                                                                                           |
| Mit csinált felséged 3-tól 5-ig?                    | 1964 | MAFILM 1. Játékfilmstúdió                                                  | Makk Károly                  | Hubay Miklós                                                        | Illés György                                                                                             | Petrovics Emil                                                                                              |
| NÉGY LÁNY EGY UDVARBAN                              | 1964 | MAFILM 2. Játékfilmstúdió                                                  | Zolnay Pál                   | Solymár József                                                      | Hegyi Barnabás                                                                                           | Berki Géza                                                                                                  |
| Özvegy menyasszonyok                                | 1964 | MAFILM 2. Játékfilmstúdió                                                  | Gertler Viktor               | Bencsik Imre, Borhy Anna, Kovács Nándor                             | Forgács Ottó                                                                                             | Fényes Szabolcs                                                                                             |
| Rab Ráby                                            | 1964 | MAFILM                                                                     | Hintsch György               | Barabás Tibor                                                       | Sík Igor                                                                                                 | Hidas Frigyes                                                                                               |
| VÍZIVÁROSI NYÁR                                     | 1964 | MAFILM                                                                     | Fábri Zoltán                 | Horváth Márton                                                      | Hildebrand István                                                                                        | Mihály András                                                                                               |
| Butaságom története                                 | 1965 | MAFILM 3. Játékfilmstúdió                                                  | Keleti Márton                | Gyárfás Miklós                                                      | Hegyi Barnabás                                                                                           | Fényes Szabolcs                                                                                             |
| FÉNY A REDŐNY MÖGÖTT                                | 1965 | MAFILM 3. Játékfilmstúdió                                                  | Nádasy László                | Szabó Miklós                                                        | Hildebrand István                                                                                        | Vujicsics Tihamér                                                                                           |
| Gyerekbetegségek                                    | 1965 | MAFILM 3. Játékfilmstúdió                                                  | Kardos Ferenc, Rózsa János   | Kardos Ferenc, Rózsa János                                          | Sára Sándor                                                                                              | Szöllősy András                                                                                             |
| Háry János                                          | 1965 | MAFILM 4. Játékfilmstúdió                                                  | Szinetár Miklós              | Harsányi Zsolt, Paulini Béla                                        | Tóth János                                                                                               | Kodály Zoltán                                                                                               |
| Húsz óra                                            | 1965 | MAFILM 1. Játékfilmstúdió                                                  | Fábri Zoltán                 | Köllő Miklós                                                        | Illés György                                                                                             | |
| ISZONY                                              | 1965 | MAFILM 4. Játékfilmstúdió                                                  | Hintsch György               | Hintsch György                                                      | Hegyi Barnabás                                                                                           | Szokolay Sándor                                                                                             |
| JÁTÉK A MÚZEUMBAN                                   | 1965 | MAFILM 2. Játékfilmstúdió                                                  | Bán Róbert                   | Huszty Tamás                                                        | Forgács Ottó                                                                                             | Petrovics Emil                                                                                              |
| A kőszívű ember fiai I-II                           | 1965 | MAFILM 4. Játékfilmstúdió                                                  | Várkonyi Zoltán              | Erdődy János                                                        | Hildebrand István                                                                                        | Farkas Ferenc                                                                                               |
| NEM                                                 | 1965 | MAFILM 3. Játékfilmstúdió                                                  | Révész György                | Kállai István                                                       | Szécsényi Ferenc                                                                                         | Vujicsics Tihamér                                                                                           |
| AZ ORVOS HALÁLA                                     | 1965 | MAFILM 2. Játékfilmstúdió                                                  | Mamcserov Frigyes            | Mamcserov Frigyes, Fekete Gyula                                     | Tóth János                                                                                               | Petrovics Emil                                                                                              |
| Patyolat akció                                      | 1965 | MAFILM 4. Játékfilmstúdió                                                  | Fejér Tamás                  | Örsi Ferenc                                                         | Hildebrand István                                                                                        | Gyulai Gaál János, Jereb Ervin, stb.                                                                        |
| Szegénylegények                                     | 1965 | MAFILM 4. Játékfilmstúdió                                                  | Jancsó Miklós                | Hernádi Gyula                                                       | Somló Tamás                                                                                              | |
| Szent János fejevétele                              | 1965 | MAFILM 1. Játékfilmstúdió                                                  | Novák Márk                   | Novák Márk, Galambos Jenő                                           | Szécsényi Ferenc                                                                                         | Gonda János                                                                                                 |
| Szerelmes biciklisták                               | 1965 | MAFILM 1. Játékfilmstúdió                                                  | Bacsó Péter                  | Bacsó Péter                                                         | Illés György                                                                                             | Fényes Szabolcs                                                                                             |
| TILOS A SZERELEM                                    | 1965 | MAFILM 2. Játékfilmstúdió                                                  | Rényi Tamás                  | Hámos György, Rényi Tamás, Palásthy György                          | Forgács Ottó                                                                                             | Berki Géza                                                                                                  |
| A tizedes meg a többiek                             | 1965 | MAFILM 3. Játékfilmstúdió                                                  | Keleti Márton                | Dobozy Imre, Sász Péter                                             | Pásztor István                                                                                           | Sárközi István                                                                                              |
| Tízezer nap                                         | 1965 | MAFILM 4. Játékfilmstúdió                                                  | Kósa Ferenc                  | Gyöngyössy Imre, Kósa Ferenc, Csoóri Sándor                         | Sára Sándor                                                                                              | Szöllősy András                                                                                             |
| ZÖLDÁR                                              | 1965 | MAFILM 4. Játékfilmstúdió                                                  | Gaál István                  | Gyöngyössy Imre, Gaá István                                         | Herczenik Miklós                                                                                         | Szöllősy András                                                                                             |
| Apa                                                 | 1966 | MAFILM 3. Játékfilmstúdió                                                  | Szabó István                 | Szabó István                                                        | Sára Sándor                                                                                              | Gonda János                                                                                                 |
| Aranysárkány                                        | 1966 | MAFILM 1. Játékfilmstúdió                                                  | Ranódy László                | Illés Endre                                                         | Illés György                                                                                             | Szokolay Sándor                                                                                             |
| BÜDÖSVÍZ                                            | 1966 | MAFILM 3. Játékfilmstúdió                                                  | Bán Frigyes                  | Markos Miklós                                                       | Pásztor István                                                                                           | Patachich Iván                                                                                              |
| ÉDES ÉS KESERŰ                                      | 1966 | MAFILM 4. Játékfilmstúdió                                                  | Szemes Mihály                | Török Sándor                                                        | Szécsényi Ferenc                                                                                         | Petrovics Emil                                                                                              |
| Egy magyar nábob                                    | 1966 | MAFILM 4. Játékfilmstúdió                                                  | Várkonyi Zoltán              | Erdődy János                                                        | Hildebrand István                                                                                        | Farkas Ferenc                                                                                               |
| AZ ELSŐ ESZTENDŐ                                    | 1966 | MAFILM 2. Játékfilmstúdió                                                  | Mészáros Gyula               | Simonffy András                                                     | Forgács Ottó                                                                                             | Láng István                                                                                                 |
| ÉS AKKOR A PASAS…                                   | 1966 | MAFILM 3. Játékfilmstúdió                                                  | Gertler Viktor               | Gertler Viktor, Szász Péter                                         | Hildebrand István                                                                                        | Ránki György                                                                                                |
| A FÉRFI EGÉSZEN MÁS                                 | 1966 | MAFILM 4. Játékfilmstúdió                                                  | Fejér Tamás                  | Csurka István                                                       | Szécsényi Ferenc                                                                                         | Behár György                                                                                                |
| FÜGEFALEVÉL                                         | 1966 | MAFILM 1. Játékfilmstúdió                                                  | Máriássy Félix               | Máriássy Félix                                                      | Hegyi Barnabás                                                                                           | Vincze Imre                                                                                                 |
| Harlekin és szerelmese                              | 1966 | MAFILM 4. Játékfilmstúdió                                                  | Fehér Imre                   | Fakan Balázs                                                        | Lakatos Iván                                                                                             | Petrovics Emil                                                                                              |
| Hideg napok                                         | 1966 | MAFILM 1. Játékfilmstúdió                                                  | Kovács András                | Kovács András                                                       | Szécsényi Ferenc                                                                                         | |
| HOGY SZALADNAK A FÁK…                               | 1966 | MAFILM 2. Játékfilmstúdió                                                  | Zolnay Pál                   | Zolnay Pál, Módos Péter                                             | Szécsényi Ferenc                                                                                         | Durkó Zsolt                                                                                                 |
| Kárpáthy Zoltán                                     | 1966 | MAFILM 4. Játékfilmstúdió                                                  | Várkonyi Zoltán              | Erdődy János                                                        | Hildebrand István                                                                                        | Farkas Ferenc                                                                                               |
| KETTEN HALTAK MEG                                   | 1966 | MAFILM 2. Játékfilmstúdió                                                  | Palásthy György              | Mándy Iván                                                          | Forgács Ottó                                                                                             | Lovas Ferenc                                                                                                |
| MINDEN KEZDET NEHÉZ I-II                            | 1966 | MAFILM 1. Játékfilmstúdió                                                  | Révész György                | Komlós János, Kellér Dezső, Tabi László, Nádasdy László             | Illés György                                                                                             | Vujicsics Tihamér                                                                                           |
| NEM SZOKTAM HAZUDNI                                 | 1966 | MAFILM 3. Játékfilmstúdió                                                  | Kárpáti György               | Lelekes Éva                                                         | Vagyóczky Tibor                                                                                          | Lendvay Kamilló                                                                                             |
| Othello Gyulaházán                                  | 1966 | MAFILM                                                                     | Zsurzs Éva                   | Litványi Károly, Katona Márta                                       | Czabarka György                                                                                          | Behár György                                                                                                |
| SIKÁTOR                                             | 1966 | MAFILM 2. Játékfilmstúdió                                                  | Rényi Tamás                  | Rényi Tamás, Kertész Ákos                                           | Forgács Ottó                                                                                             | Berki Géza                                                                                                  |
| SOK HŰSÉG SEMMIÉRT                                  | 1966 | MAFILM 2. Játékfilmstúdió                                                  | Palásthy György              | Palásthy György, Gyárfás Miklós                                     | Forgács Ottó                                                                                             | Lovas Ferenc                                                                                                |
| Utószezon                                           | 1966 | MAFILM 1. Játékfilmstúdió                                                  | Fábri Zoltán                 | Szász Péter                                                         | Illés György                                                                                             | Fényes Szabolcs                                                                                             |
| VÁLTOZÓ FELHŐZET                                    | 1966 | MAFILM 3. Játékfilmstúdió                                                  | Keleti Márton                | Kuczka Péter                                                        | Hildebrand István                                                                                        | Hidas Frigyes                                                                                               |
| Bohóc a falon                                       | 1967 | MAFILM 3. Játékfilmstúdió                                                  | Sándor Pál                   | Sándor Pál, Tóth Zsuzsa                                             | Zsombolyai János                                                                                         | Tamássy Zdenkó                                                                                              |
| BOLONDOS VAKÁCIÓ                                    | 1967 | MAFILM 3. Játékfilmstúdió – koprodukció                                    | Makk Károly                  | Kállai István, Katona Ferenc, Dimitru Carabat, Dan Desliu           | Sergiu Huzum, Constantin Stefanescu                                                                      | George Grigoriu                                                                                             |
| Csillagosok, katonák                                | 1967 | MAFILM 4. Játékfilmstúdió – koprodukció                                    | Jancsó Miklós                | Hernádi Gyula, Georgij Mdivani, Jancsó Miklós                       | Somló Tamás                                                                                              | |
| Egy szerelem három éjszakája                        | 1967 | MAFILM 1. Játékfilmstúdió                                                  | Révész György                | Hubay Miklós, Vas István                                            | Somló Tamás                                                                                              | Ránki György                                                                                                |
| Ezek a fiatalok                                     | 1967 | MAFILM 4. Játékfilmstúdió                                                  | Banovich Tamás               | Banovich Tamás, Abody Béla                                          | Vagyóczky Tibor                                                                                          | Szörényi Levente, Illés Lajos,Sztevanovity Zorán, Shöck Ottó                                                |
| FIÚK A TÉRRŐL                                       | 1967 | MAFILM 3. Játékfilmstúdió                                                  | Szász Péter                  | Hámori Ottó                                                         | Vagyóczky Tibor                                                                                          | Illés Lajos, Dobos Attila                                                                                   |
| JAGUÁR                                              | 1967 | MAFILM, MTV                                                                | Dömölky János                | Borhy Anna                                                          | Bíró Miklós                                                                                              | Tamássy Zdenkó                                                                                              |
| KÁRTYAVÁR                                           | 1967 | MAFILM 4. Játékfilmstúdió                                                  | Hintsch György               | Hintsch György, Deme Gábor                                          | Hildebrand István                                                                                        | Durkó Zsolt                                                                                                 |
| KERESZTELŐ                                          | 1967 | MAFILM 4. Játékfilmstúdió                                                  | Gaál István                  | Gaál István                                                         | Herczenik Miklós                                                                                         | Szöllősy András                                                                                             |
| KÖTELÉK                                             | 1967 | MAFILM 1. Játékfilmstúdió                                                  | Máriássy Félix               | Máriássy Félix                                                      | Tóth János                                                                                               | Vincze Imre                                                                                                 |
| LÁSSÁTOK FELEIM                                     | 1967 | MAFILM 3. Játékfilmstúdió                                                  | Fazekas Lajos                | Fazekas Lajos                                                       | Szécsényi Ferenc                                                                                         | Durkó Zsolt                                                                                                 |
| A MÚMIA KÖZBESZÓL                                   | 1967 | MAFILM 1. Játékfilmstúdió                                                  | Oláh Gábor                   | Oláh Gábor                                                          | Lakatos Iván                                                                                             | Gonda János                                                                                                 |
| NEM VÁROK HOLNAPIG                                  | 1967 | MAFILM 4. Játékfilmstúdió                                                  | Kormos Gyula                 | Komlós János                                                        | Pásztor István                                                                                           | Láng István                                                                                                 |
| Nyár a hegyen                                       | 1967 | MAFILM 1. Játékfilmstúdió                                                  | Bacsó Péter                  | Bacsó Péter, Zimre Péter                                            | Zsombolyai János                                                                                         | Fényes Szabolcs                                                                                             |
| AZ ÖZVEGY ÉS A SZÁZADOS                             | 1967 | MAFILM 2. Játékfilmstúdió                                                  | Palásthy György              | Kopányi György                                                      | Forgács Ottó                                                                                             | Lovas Ferenc                                                                                                |
| Szevasz, Vera!                                      | 1967 | MAFILM 3. Játékfilmstúdió                                                  | Herskó János                 | Herskó János, Bíró Zsuzsa                                           | Zsombolyai János                                                                                         | Petrovics Emil                                                                                              |
| Tanulmány a nőkről                                  | 1967 | MAFILM 3. Játékfilmstúdió                                                  | Keleti Márton                | Gyárfás Miklós                                                      | Hildebrand István                                                                                        | Fényes Szabolcs                                                                                             |
| ÜNNEPNAPOK                                          | 1967 | MAFILM 3. Játékfilmstúdió                                                  | Kardos Ferenc                | Kardos Ferenc                                                       | Sára Sándor                                                                                              | Szöllősy András                                                                                             |
| A VÖLGY                                             | 1967 | MAFILM 2. Játékfilmstúdió                                                  | Rényi Tamás                  | Hernádi Gyula                                                       | Forgács Ottó                                                                                             | Mihály András                                                                                               |
| Alfa Rómeó és Júlia                                 | 1968 | MAFILM 4. Játékfilmstúdió                                                  | Mamcserov Frigyes            | Hámos György                                                        | Lakatos Iván                                                                                             | Gyulai Gaál János                                                                                           |
| A beszélő köntös                                    | 1968 | MAFILM 4. Játékfilmstúdió                                                  | Fejér Tamás                  | Fejér Tamás                                                         | Herczenik Miklós                                                                                         | Ránki György                                                                                                |
| Csend és kiáltás                                    | 1968 | MAFILM 4. Játékfilmstúdió                                                  | Jancsó Miklós                | Hernádi Gyula                                                       | Kende János                                                                                              | |
| Egri csillagok I-II                                 | 1968 | MAFILM 4. Játékfilmstúdió                                                  | Várkonyi Zoltán              | Nemeskürty István                                                   | Szécsényi Ferenc                                                                                         | Farkas Ferenc                                                                                               |
| ELSIETETT HÁZASSÁG                                  | 1968 | MAFILM 3. Játékfilmstúdió                                                  | Keleti Márton                | Gyárfás Miklós                                                      | Somló Tamás                                                                                              | Fényes Szabolcs                                                                                             |
| ELTÁVOZOTT NAP                                      | 1968 | MAFILM 4. Játékfilmstúdió                                                  | Mészáros Márta               | Mészáros Márta                                                      | Somló Tamás                                                                                              | Szörényi Levente                                                                                            |
| Falak                                               | 1968 | MAFILM 1. Játékfilmstúdió                                                  | Kovács András                | Kovács András                                                       | Illés György                                                                                             | Míkisz Theodorákisz                                                                                         |
| Fejlövés                                            | 1968 | MAFILM 1. Játékfilmstúdió                                                  | Bacsó Péter                  | Bacsó Péter, Zimre Péter                                            | Zsombolyai János                                                                                         | Körmendi Vilmos                                                                                             |
| Feldobott kő                                        | 1968 | MAFILM 3. Játékfilmstúdió                                                  | Sára Sándor                  | Sára Sándor, Csoóri Sándor, Kósa Ferenc                             | Sára Sándor                                                                                              | Szöllősy András                                                                                             |
| Fényes szelek                                       | 1968 | MAFILM 1. Játékfilmstúdió                                                  | Jancsó Miklós                | Hernádi Gyula                                                       | Somló Tamás                                                                                              | Vass Lajos                                                                                                  |
| A Hamis Izabella                                    | 1968 | MAFILM 3. Játékfilmstúdió                                                  | Bácskai Lauró István         | Bencsik Imre                                                        | Herczenik Miklós                                                                                         | Gyulai Gaál János                                                                                           |
| HAZAI PÁLYA                                         | 1968 | MAFILM 2. Játékfilmstúdió                                                  | Palásthy György              | Bencsik Imre                                                        | Forgács Ottó                                                                                             | Lovas Ferenc                                                                                                |
| HOLDUDVAR                                           | 1968 | MAFILM 1. Játékfilmstúdió                                                  | Mészáros Márta               | Mészáros Márta                                                      | Kende János                                                                                              | Szörényi Levente                                                                                            |
| A HOLTAK VISSZAJÁRNAK                               | 1968 | MAFILM, MOKÉP, MTV                                                         | Wiedermann Károly            | Pintér József                                                       | Neumann László                                                                                           | Stark Tibor                                                                                                 |
| ISTEN ÉS EMBER ELŐTT                                | 1968 | MAFILM 3. Játékfilmstúdió                                                  | Makk Károly                  | Galambos Lajos                                                      | Tóth János                                                                                               | Vujicsics Tihamér                                                                                           |
| MI LESZ VELED ESZTERKE?                             | 1968 | MAFILM 4. Játékfilmstúdió                                                  | Bán Róbert                   | Müller Péter                                                        | Herczenik Miklós                                                                                         | Petrovics Emil                                                                                              |
| A Pál utcai fiúk                                    | 1968 | MAFILM – koprodukció                                                       | Fábri Zoltán                 | Fábián Zoltán                                                       | Illés György                                                                                             | Petrovics Emil                                                                                              |
| PRÓFÉTA VOLTÁL SZÍVEM                               | 1968 | MAFILM 2. Játékfilmstúdió                                                  | Zolnay Pál                   | Somogyi Tóth Sándor, Zolnay Pál, Szécsényi Ferenc                   | Szécsényi Ferenc                                                                                         | Durkó Zsolt                                                                                                 |
| TILTOTT TERÜLET                                     | 1968 | MAFILM 4. Játékfilmstúdió                                                  | Gábor Pál                    | Gábor Pál, Vészi Endre                                              | Zsombolyai János                                                                                         | |
| AZ UTOLSÓ KÖR                                       | 1968 | MAFILM 3. Játékfilmstúdió                                                  | Gertler Viktor               | Hubay Miklós, Vészi Endre                                           | Szécsényi Ferenc                                                                                         | Petrovics Emil, Zege együttes                                                                               |
| A veréb is madár                                    | 1968 | MAFILM 4. Játékfilmstúdió                                                  | Hintsch György               | Kállai István                                                       | Hildebrand István                                                                                        | Dobos Attila                                                                                                |
| Az alvilág professzora                              | 1969 | MAFILM 2. Játékfilmstúdió                                                  | Szemes Mihály                | Radványi Dezső                                                      | Forgács Ottó                                                                                             | Eötvös Péter                                                                                                |
| BŰBÁJOSOK                                           | 1969 | MAFILM 3. Játékfilmstúdió                                                  | Rózsa János                  | Kardos István                                                       | Lőrincz József                                                                                           | Szörényi Levente                                                                                            |
| EGY ŐRÜLT ÉJSZAKA                                   | 1969 | MAFILM 3. Játékfilmstúdió                                                  | Kardos Ferenc                | Kardos Ferenc                                                       | Kende János                                                                                              | Eötvös Péter                                                                                                |
| AZ IDŐ ABLAKAI                                      | 1969 | MAFILM 4. Játékfilmstúdió                                                  | Fejér Tamás                  | Fejér Tamás, Kuczka Péter                                           | Herczenik Miklós                                                                                         | Gyulai Gaál János                                                                                           |
| IMPOSZTOROK                                         | 1969 | MAFILM 1. Játékfilmstúdió                                                  | Máriássy Félix               | Máriássy Judit                                                      | Illés György                                                                                             | Vincze Imre                                                                                                 |
| Ismeri a szandi mandit?                             | 1969 | MAFILM 3. Játékfilmstúdió                                                  | Gyarmathy Lívia              | Böszörményi Géza                                                    | Somló Tamás                                                                                              | Tamássy Zdenkó                                                                                              |
| Isten hozta, őrnagy úr!                             | 1969 | MAFILM 1. Játékfilmstúdió                                                  | Fábri Zoltán                 | Fábri Zoltán                                                        | Illés György                                                                                             | Mihály András                                                                                               |
| Krebsz, az isten                                    | 1969 | MAFILM 2. Játékfilmstúdió                                                  | Rényi Tamás                  | Müller Péter                                                        | Herczenik Miklós                                                                                         | Berki Géza                                                                                                  |
| A NAGY KÉK JELZÉS – AVAGY A HŰSÉG JUTALMA           | 1969 | MAFILM 1. Játékfilmstúdió                                                  | Nádasy László                | Hegedűs Zoltán                                                      | Ragályi Elemér                                                                                           | Vujicsics Tihamér                                                                                           |
| Az oroszlán ugrani készül                           | 1969 | MAFILM 1. Játékfilmstúdió                                                  | Révész György                | Révész György                                                       | Illés György, Hildebrand István                                                                          | Szörényi Levente                                                                                            |
| Az örökös                                           | 1969 | MAFILM 2. Játékfilmstúdió                                                  | Palásthy György              | Köllő Miklós                                                        | Forgács Ottó                                                                                             | Lovas Ferenc                                                                                                |
| Pokolrév                                            | 1969 | MAFILM 3. Játékfilmstúdió                                                  | Markos Miklós                | Galambos Lajos, Markos Miklós                                       | Lakatos Iván                                                                                             | Mihály András                                                                                               |
| Sirokkó                                             | 1969 | MAFILM – koprodukció                                                       | Jancsó Miklós                | Hernádi Gyula                                                       | Kende János                                                                                              | Vujicsics Tihamér                                                                                           |
| Szemüvegesek                                        | 1969 | MAFILM 3. Játékfilmstúdió                                                  | Simó Sándor                  | Simó Sándor                                                         | Kenyeres Gábor                                                                                           | Tamássy Zdenkó                                                                                              |
| Szeressétek Odor Emiliát!                           | 1969 | MAFILM 3. Játékfilmstúdió                                                  | Sándor Pál                   | Tóth Zsuzsa, Sándor Pál                                             | Zsombolyai János                                                                                         | Tamássy Zdenkó                                                                                              |
| Sziget a szárazföldön                               | 1969 | MAFILM 4. Játékfilmstúdió                                                  | Elek Judit                   | Mándy Iván                                                          | Ragályi Elemér                                                                                           | Körmendi Vilmos                                                                                             |
| A tanú                                              | 1969 | MAFILM 1. Játékfilmstúdió                                                  | Bacsó Péter                  | Bacsó Péter                                                         | Zsombolyai János                                                                                         | Vukán György                                                                                                |
| Történelmi magánügyek                               | 1969 | MAFILM 3. Játékfilmstúdió                                                  | Keleti Márton                | Gyárfás Miklós                                                      | Hildebrand István                                                                                        | |
| A varázsló                                          | 1969 | MAFILM 2. Játékfilmstúdió                                                  | Palásthy György              | Török Sándor, Tóth Eszter                                           | Forgács Ottó                                                                                             | Lovas Ferenc                                                                                                |
| Virágvasárnap                                       | 1969 | MAFILM 1. Játékfilmstúdió                                                  | Gyöngyössy Imre              | Gyöngyössy Imre                                                     | Szécsényi Ferenc                                                                                         | Sárosi Bálint                                                                                               |
| A gyilkos a házban van                              | 1970 | MAFILM 4. Játékfilmstúdió                                                  | Bán Róbert                   | Csizmarek Mátyás                                                    | Zsombolyai János                                                                                         | Gonda János                                                                                                 |
| A HALHATATLAN LÉGIÓS – AKIT CSAK PÉHOVARDNAK HÍVTAK | 1970 | MAFILM 4. Játékfilmstúdió                                                  | Somló Tamás                  | Somló Tamás                                                         | Banok Tibor                                                                                              | |
| ARC                                                 | 1970 | MAFILM 2. Játékfilmstúdió                                                  | Zolnay Pál                   | Zolnay Pál, Köllő Miklós                                            | Ragályi Elemér                                                                                           | Petrovics Emil                                                                                              |
| CSAK EGY TELEFON                                    | 1970 | MAFILM 2. Játékfilmstúdió                                                  | Mamcserov Frigyes            | Fehér Klára                                                         | Forgács Ottó                                                                                             | Vujicsics Tihamér                                                                                           |
| Égi bárány                                          | 1970 | MAFILM 1. Játékfilmstúdió                                                  | Jancsó Miklós                | Hernádi Gyula                                                       | Kende János                                                                                              | |
| Én vagyok Jeromos                                   | 1970 | MAFILM 2. Játékfilmstúdió                                                  | Tímár István                 | Jeli Ferenc, Szeberényi Lehel                                       | Illés György                                                                                             | Lendvay Kamilló                                                                                             |
| ÉRIK A FÉNY                                         | 1970 | MAFILM 2. Játékfilmstúdió                                                  | Szemes Mihály                | Kamondy László                                                      | Somló Tamás                                                                                              | Durkó Zsolt                                                                                                 |
| Gyula vitéz télen-nyáron                            | 1970 | MAFILM 3. Játékfilmstúdió                                                  | Bácskai Lauró István         | Polgár András                                                       | Herczenik Miklós                                                                                         | Vukán György                                                                                                |
| HORIZONT                                            | 1970 | MAFILM 4. Játékfilmstúdió                                                  | Gábor Pál                    | Gábor Pál, Marosi Gyula                                             | Zsombolyai János                                                                                         | Gonda János                                                                                                 |
| ÍTÉLET                                              | 1970 | MAFILM 3. Játékfilmstúdió                                                  | Kósa Ferenc                  | Kósa Ferenc, Csoóri Sándor                                          | Sára Sándor                                                                                              | Cornel Taranu                                                                                               |
| Kitörés                                             | 1970 | MAFILM 1. Játékfilmstúdió                                                  | Bacsó Péter                  | Konrád György, Bacsó Péter                                          | Zsombolyai János                                                                                         | Vukán György                                                                                                |
| MAGASISKOLA                                         | 1970 | MAFILM 4. Játékfilmstúdió                                                  | Gaál István                  | Gaál István                                                         | Ragályi Elemér                                                                                           | Szöllősy András                                                                                             |
| MÉRSÉKELT ÉGÖV                                      | 1970 | MAFILM 4. Játékfilmstúdió                                                  | Kézdi-Kovács Zsolt           | Kézdi-Kovács Zsolt                                                  | Kende János                                                                                              | Gonda János                                                                                                 |
| N.N., a halál angyala                               | 1970 | MAFILM 3. Játékfilmstúdió                                                  | Herskó János                 | Herskó János, Bíró Zsuzsa                                           | Zsombolyai János                                                                                         | Vukán György                                                                                                |
| Staféta                                             | 1970 | MAFILM 1. Játékfilmstúdió                                                  | Kovács András                | Kovács András                                                       | Ragályi Elemér                                                                                           | |
| SZEMTŐL SZEMBE                                      | 1970 | MAFILM 4. Játékfilmstúdió                                                  | Várkonyi Zoltán              | Dobozy Imre                                                         | Illés György                                                                                             | |
| SZÉP LEÁNYOK, NE SÍRJATOK!                          | 1970 | MAFILM 1. Játékfilmstúdió                                                  | Mészáros Márta               | Zimre Péter                                                         | Kende János                                                                                              | Baksa Soós János, Orszáczky Miklós, Sztevanovity Zorán, Frenreisz Károly, Szörényi Levente, Tolcsvay László |
| SZÉP MAGYAR KOMÉDIA                                 | 1970 | MAFILM 4. Játékfilmstúdió                                                  | Banovich Tamás               | Banovich Tamás, Garai Gábor                                         | Kende János                                                                                              | Vujicsics Tihamér                                                                                           |
| Szerelem                                            | 1970 | MAFILM 1. Játékfilmstúdió                                                  | Makk Károly                  | Déry Tibor                                                          | Tóth János                                                                                               | Mihály András                                                                                               |
| Szerelmesfilm                                       | 1970 | MAFILM 3. Játékfilmstúdió                                                  | Szabó István                 | Szabó István                                                        | Lőrincz József                                                                                           | Gonda János                                                                                                 |
| Szerelmi álmok – Liszt I-II.                        | 1970 | MAFILM 3. Játékfilmstúdió                                                  | Keleti Márton                | Keszi Imre, Leonnyid Del                                            | Hildebrand István                                                                                        | |
| UTAZÁS A KOPONYÁM KÖRÜL                             | 1970 | MAFILM 1. Játékfilmstúdió                                                  | Révész György                | Révész György                                                       | Illés György                                                                                             | Ránki György                                                                                                |
| A legszebb férfikor                                 | 1971 | MAFILM 2. Játékfilmstúdió                                                  | Simó Sándor                  | Simó Sándor                                                         | Zsombolyai János                                                                                         | Tamássy Zdenkó                                                                                              |
| A sípoló macskakő                                   | 1971 | MAFILM 2. Játékfilmstúdió                                                  | Gazdag Gyula                 | Gazdag Gyula, Györffy Miklós                                        | Andor Tamás                                                                                              | Illés Lajos, Keres Tibor, Szabolcsi Tibor                                                                   |
| CSÁRDÁSKIRÁLYNŐ                                     | 1971 | MAFILM 4. Játékfilmstúdió                                                  | Szinetár Miklós              | Mischa Mleinek, Szinetár Miklós                                     | Bíró Miklós                                                                                              | Kálmán Imre                                                                                                 |
| FEKETE VÁROS I-II                                   | 1971 | MAFILM 1. Játékfilmstúdió                                                  | Zsurzs Éva                   | Thurzó Gábor                                                        | Czabarka György                                                                                          | Szöllősy András                                                                                             |
| HAHÓ, A TENGER!                                     | 1971 | MAFILM 2. Játékfilmstúdió                                                  | Palásthy György              | Török Sándor                                                        | Forgács Ottó                                                                                             | Lovas Ferenc                                                                                                |
| Hahó, Öcsi!                                         | 1971 | MAFILM 2. Játékfilmstúdió                                                  | Palásthy György              | Török Sándor                                                        | Forgács Ottó                                                                                             | Lovas Ferenc                                                                                                |
| HANGYABOLY                                          | 1971 | MAFILM 1. Játékfilmstúdió                                                  | Fábri Zoltán                 | Fábián Zoltán, Illés Endre                                          | Illés György                                                                                             | |
| Holt vidék                                          | 1971 | MAFILM 4. Játékfilmstúdió                                                  | Gaál István                  | Gaál István                                                         | Zsombolyai János                                                                                         | Szöllősy András                                                                                             |
| Jelenidő                                            | 1971 | MAFILM 1. Játékfilmstúdió                                                  | Bacsó Péter                  | Bacsó Péter, Zimre Péter                                            | Zsombolyai János                                                                                         | Vukán György                                                                                                |
| Jó estét nyár, jó estét szerelem I-II.              | 1971 | MAFILM 1. Játékfilmstúdió                                                  | Szőnyi G. Sándor             | Fejes Endre                                                         | Bornyi Gyula                                                                                             | Ránki György                                                                                                |
| KAPASZKODJ A FELLEGEKBE                             | 1971 | MAFILM                                                                     | Szász Péter                  | Szász Péter                                                         | Szécsényi Ferenc, Barcs Sándor                                                                           | Fényes Szabolcs                                                                                             |
| MADÁRKÁK                                            | 1971 | MAFILM 2. Játékfilmstúdió                                                  | Böszörményi Géza             | Gyarmathy Lívia, Böszörményi Géza                                   | Ragályi Elemér                                                                                           | Presser Gábor                                                                                               |
| Még kér a nép                                       | 1971 | MAFILM 1. Játékfilmstúdió                                                  | Jancsó Miklós                | Hernádi Gyula                                                       | Kende János                                                                                              | Cseh Tamás, Sebő Ferenc                                                                                     |
| MEZTELEN VAGY                                       | 1971 | MAFILM 1. Játékfilmstúdió                                                  | Gyöngyössy Imre              | Gyöngyössy Imre, Kabay Barna                                        | Kende János                                                                                              | Petrovics Emil                                                                                              |
| REMÉNYKEDŐK                                         | 1971 | MAFILM 4. Játékfilmstúdió                                                  | Rényi Tamás                  | Müller Péter                                                        | Zsombolyai János                                                                                         | Berki Géza                                                                                                  |
| SÁRIKA, DRÁGÁM                                      | 1971 | MAFILM 2. Játékfilmstúdió                                                  | Sándor Pál                   | Tóth Zsuzsa                                                         | Ragályi Elemér                                                                                           | Tamássy Zdenkó                                                                                              |
| Szindbád                                            | 1971 | MAFILM 1. Játékfilmstúdió                                                  | Huszárik Zoltán              | Huszárik Zoltán                                                     | Sára Sándor                                                                                              | Jeney Zoltán                                                                                                |
| VÉGRE HÉTFŐ                                         | 1971 | MAFILM 2. Játékfilmstúdió                                                  | Kenyeres Gábor               | Kardos István                                                       | Andor Tamás                                                                                              | Tamássy Zdenkó                                                                                              |
| Bob herceg                                          | 1972 | MAFILM, MTV                                                                | Keleti Márton                | Békeffy István                                                      | Sík Igor                                                                                                 | Huszka Jenő, Hidas Frigyes                                                                                  |
| Árvácska                                            | 1976 | Budapest Stúdió                                                            | Ranódy László                | Ranódy László, Elek Judit                                           | Sára Sándor                                                                                              | Maros Rudolf                                                                                                |
| Budapesti mesék                                     | 1976 | Hunnia Stúdió                                                              | Szabó István                 | Szabó István                                                        | Sára Sándor                                                                                              | Tamássy Zdenkó                                                                                              |
| Fekete gyémántok                                    | 1976 | Budapest Stúdió                                                            | Várkonyi Zoltán              | Várkonyi Zoltán, Erdődy János                                       | Illés György                                                                                             | Petrovics Emil                                                                                              |
| Herkulesfürdői emlék                                | 1976 | Hunnia Stúdió                                                              | Sándor Pál                   | Tóth Zsuzsa                                                         | Ragályi Elemér                                                                                           | Tamássy Zdenkó                                                                                              |
| A KARD                                              | 1976 | Budapest Stúdió                                                            | Dömölky János                | Dömölky János, Csurka István                                        | Zsombolyai János                                                                                         | Tamássy Zdenkó                                                                                              |
| KILENC HÓNAP                                        | 1976 | Hunnia Stúdió                                                              | Mészáros Márta               | Hernádi Gyula, Kóródy Ildikó,Mészáros Márta                         | Kende János                                                                                              | Kovács György                                                                                               |
| A KIRÁLYLÁNY ZSÁMOLYA                               | 1976 | Budapest Stúdió                                                            | Fejér Tamás                  | Fejér Tamás                                                         | Hildebrand István                                                                                        | Berki Géza                                                                                                  |
| Kísértet Lublón                                     | 1976 | Budapest Stúdió                                                            | Bán Róbert                   | Bán Róbert, Molnár Gál Péter                                        | Somló Tamás                                                                                              | Petrovics Emil                                                                                              |
| LABIRINTUS                                          | 1976 | Budapest Stúdió                                                            | Kovács András                | Kovács András                                                       | Kende János                                                                                              | Demjén Ferenc, Fenyő Miklós, Sípos Péter                                                                    |
| Az ötödik pecsét                                    | 1976 | Budapest Stúdió                                                            | Fábri Zoltán                 | Fábri Zoltán                                                        | Illés György                                                                                             | Vukán György                                                                                                |
| PÓKFOCI                                             | 1976 | Objektív Stúdió                                                            | Rózsa János                  | Kardos István                                                       | Ragályi Elemér                                                                                           | Bródy János                                                                                                 |
| Szépek és bolondok                                  | 1976 | Hunnia Stúdió                                                              | Szász Péter                  | Szász Péter                                                         | Koltai Lajos                                                                                             | Vukán György. Presser Gábor, LGT                                                                            |
| Talpuk alatt fütyül a szél                          | 1976 | Hunnia Stúdió                                                              | Szomjas György               | Szomjas György, Zimre Péter                                         | Ragályi Elemér                                                                                           | Sebő Ferenc                                                                                                 |
| TEKETÓRIA                                           | 1976 | Hunnia Stúdió                                                              | Maár Gyula                   | Maár Gyula                                                          | Koltai Lajos                                                                                             | Selmeczi György, Cseh Tamás                                                                                 |
| Tótágas                                             | 1976 | Hunnia Stúdió                                                              | Palásthy György              | Horgas Béla                                                         | Forgács Ottó                                                                                             | Lendvay Kamilló                                                                                             |
| TÜKÖRKÉPEK                                          | 1976 | Hunnia Stúdió                                                              | Szörény Rezső                | Szörény Rezső                                                       | Jankura Péter                                                                                            | Tamássy Zdenkó                                                                                              |
| Zongora a levegőben                                 | 1976 | Budapest Stúdió                                                            | Bacsó Péter                  | Bacsó Péter                                                         | Zsombolyai János                                                                                         | Vukán György                                                                                                |
| AMERIKAI CIGARETTA                                  | 1977 | Budapest Stúdió                                                            | Dömölky János                | Csurka István                                                       | Koltai Lajos                                                                                             | Presser Gábor                                                                                               |
| APÁM NÉHÁNY BOLDOG ÉVE                              | 1977 | Hunnia Stúdió                                                              | Simó Sándor                  | Simó Sándor                                                         | Andor Tamás                                                                                              | Tamássy Zdenkó                                                                                              |
| A csillagszemű                                      | 1977 | Hunnia Stúdió                                                              | Markos Miklós                | Markos Miklós                                                       | Bornyi Gyula                                                                                             | Szokolay Sándor                                                                                             |
| DÜBÖRGŐ CSEND                                       | 1977 | Budapest Stúdió                                                            | Szíjj Miklós                 | Szíjj Miklós                                                        | Lőrincz József                                                                                           | Durkó Zsolt                                                                                                 |
| EGY ERKÖLCSÖS ÉJSZAKA                               | 1977 | Dialóg Stúdió                                                              | Makk Károly                  | Örkény István, Bacsó Péter                                          | Tóth János                                                                                               | |
| ÉKEZET                                              | 1977 | Objektív Stúdió                                                            | Kardos Ferenc                | Kardos István                                                       | Kende János                                                                                              | Szörényi Levente                                                                                            |
| FEDŐNEVE: LUKÁCS                                    | 1977 | Hunnia Stúdió – koprodukció                                                | Manosz Zahariasz, Köő Sándor | Julij Dunszkij, Valerij Frid                                        | Kende János                                                                                              | Vukán György                                                                                                |
| Filmregény – Három nővér                            | 1977 | Budapest Stúdió                                                            | Dárday István                | Dárday István, Szalai György                                        | Koltai Lajos, Pap Ferenc                                                                                 | Holló József                                                                                                |
| K. O.                                               | 1977 | Budapest Stúdió                                                            | Rényi Tamás                  | Müller Péter                                                        | Zsombolyai János                                                                                         | Berki Géza, Presser Gábor                                                                                   |
| KÉT ELHATÁROZÁS                                     | 1977 | MAFILM Híradó- és Dokumentumfilm Stúdió – koprodukció                      | Gyöngyössy Imre, Kabay Barna | Gyöngyössy Imre, Kabay Barna                                        | Szabó Gábor                                                                                              | |
| A KÉTFENEKŰ DOB                                     | 1977 | Objektív Stúdió                                                            | Gazdag Gyula                 | Gazdag Gyula, Györffy Miklós                                        | Ragályi Elemér                                                                                           | Charles Adams                                                                                               |
| KI LÁTOTT ENGEM?                                    | 1977 | Budapest Stúdió                                                            | Révész György                | Hubay Miklós                                                        | Szécsényi Ferenc                                                                                         | Mihály András                                                                                               |
| Kihajolni veszélyes                                 | 1977 | Dialóg Stúdió                                                              | Zsombolyai János             | Simonffy András                                                     | Ragályi Elemér                                                                                           | Presser Gábor                                                                                               |
| KÍSÉRTÉS                                            | 1977 | Hunnia Stúdió                                                              | Esztergályos Károly          | Esztergályos Károly, Szántó Erika                                   | Bíró Miklós                                                                                              | Petrovics Emil, Eisemann Mihály                                                                             |
| A KÖZÖS BŰN                                         | 1977 | Hunnia Stúdió                                                              | Mihályfi Imre                | Galgóczi Erzsébet                                                   | Szécsényi Ferenc                                                                                         | Vukán György                                                                                                |
| LEGATO                                              | 1977 | Budapest Stúdió                                                            | Gaál István                  | Szász Imre, Gaál István                                             | Illés György                                                                                             | Szöllősy András                                                                                             |
| Magyarok                                            | 1977 | Dialóg Stúdió                                                              | Fábri Zoltán                 | Fábry Zoltán                                                        | Illés György                                                                                             | Vukán György                                                                                                |
| A NÉMA DOSSZIÉ                                      | 1977 | Budapest Stúdió                                                            | Mészáros Gyula               | Falus György, Mészáros Gyula                                        | Hildebrand István                                                                                        | Körmendi Vilmos                                                                                             |
| Ők ketten                                           | 1977 | Dialóg Stúdió                                                              | Mészáros Márta               | Kóródy Ildikó, Balázs József                                        | Kende János                                                                                              | Kovács György                                                                                               |
| RIASZTÓLÖVÉS                                        | 1977 | Dialóg Stúdió                                                              | Bacsó Péter                  | Bacsó Péter                                                         | Zsombolyai János                                                                                         | Vukán György                                                                                                |
| SÁMÁN                                               | 1977 | Hunnia Stúdió                                                              | Zolnay Pál                   | Gyurkó László, Zolnay Pál, Székely Orsolya                          | Ragályi Elemér                                                                                           | Sebő Ferenc, Halmos Béla, Koltay Gergely, Sebestyén Márta                                                   |
| Veri az ördög a feleségét                           | 1977 | Hunnia Stúdió                                                              | András Ferenc                | András Ferenc, Bereményi Géza, Kertész Ákos                         | Koltai Lajos                                                                                             | Kovács György                                                                                               |
| 80 huszár                                           | 1978 | Objektív Stúdió                                                            | Sára Sándor                  | Csoóri Sándor, Sára Sándor                                          | Sára Sándor                                                                                              | Szöllősy András                                                                                             |
| Allegro Barbaro                                     | 1978 | Dialóg Stúdió, Objektív Stúdió                                             | Jancsó Miklós                | Hernády Gyula, Jancsó Miklós                                        | Kende János                                                                                              | Rossa László, Berki László                                                                                  |
| Angi Vera                                           | 1978 | Objektív Stúdió                                                            | Gábor Pál                    | Gábor Pál, Vészi Endre                                              | Koltai Lajos                                                                                             | Selmeczi György                                                                                             |
| Áramütés                                            | 1978 | Dialóg Stúdió                                                              | Bacsó Péter                  | Bacsó Péter                                                         | Andor Tamás                                                                                              | Vukán György                                                                                                |
| BÚÉK!                                               | 1978 | Objektív Stúdió                                                            | Szörény Rezső                | Módos Péter, Szörény Rezső                                          | Zsombolyai János                                                                                         | Tamássy Zdenkó, Buda László                                                                                 |
| CSÉPLŐ GYURI                                        | 1978 | Hunnia Stúdió, Balázs Béla Stúdió                                          | Schiffer Pál                 | Kemény István, Schiffer Pál                                         | Andor Tamás                                                                                              | |
| CSILLAG A MÁGLYÁN                                   | 1978 | Budapest Stúdió                                                            | Ádám Ottó                    | Ádám Ottó                                                           | Illés György                                                                                             | Hidas Frigyes, Vukán György                                                                                 |
| Dóra jelenti                                        | 1978 | Budapest Stúdió                                                            | Bán Róbert                   | Zimre Péter, Kertész Ákos                                           | Herczenik Miklós                                                                                         | Petrovics Emil                                                                                              |
| EGYSZEREGY                                          | 1978 | Budapest Stúdió                                                            | Kardos Ferenc                | Kardos István                                                       | Kende János                                                                                              | Szörényi Levente                                                                                            |
| Az erőd                                             | 1978 | Budapest Stúdió                                                            | Szinetár Miklós              | Hernádi Gyula, Szinetár Miklós                                      | Bíró Miklós                                                                                              | Presser Gábor                                                                                               |
| FAGYÖNGYÖK                                          | 1978 | Hunnia Stúdió                                                              | Ember Judit                  | Ember Judit                                                         | Illés János                                                                                              | Döme Zsolt                                                                                                  |
| FOGJUK MEG ÉS VIGYÉTEK                              | 1978 | Budapest Stúdió                                                            | Oláh Gábor                   | Oláh Tamás, Oláh Gábor                                              | Banok Tibor                                                                                              | Jeney Zoltán                                                                                                |
| HATHOLDAS RÓZSAKERT                                 | 1978 | Budapest Stúdió                                                            | Ranódy László                | Ranódy László, Nádasy László                                        | Illés György                                                                                             | Hidas Frigyes                                                                                               |
| Keménykalap és krumpliorr                           | 1978 | Hunnia Stúdió                                                              | Bácskai Lauró István         | Csukás István                                                       | Ráday Mihály                                                                                             | Aldobolyi Nagy György                                                                                       |
| KINEK A TÖRVÉNYE?                                   | 1978 | Dialóg Stúdió                                                              | Szőnyi G. Sándor             | Galgóczi Erzsébet                                                   | Ráday Mihály                                                                                             | Vízöntő együttes                                                                                            |
| Magyar rapszódia                                    | 1978 | Dialóg Stúdió                                                              | Jancsó Miklós                | Hernády Gyula, Jancsó Miklós                                        | Kende János                                                                                              | Rossa László, Berki László                                                                                  |
| A ménesgazda                                        | 1978 | Objektív Stúdió , Dialóg Stúdió                                            | Kovács András                | Kovács András                                                       | Koltai Lajos                                                                                             | |
| NEM ÉLHETEK MUZSIKASZÓ NÉLKÜL                       | 1978 | Dialóg Stúdió                                                              | Sík Ferenc                   | Thurzó Gábor                                                        | Andor Tamás                                                                                              | |
| OLYAN, MINT OTTHON                                  | 1978 | Hunnia Stúdió                                                              | Mészáros Márta               | Kóródy Ildikó                                                       | Koltai Lajos                                                                                             | Somló Tamás                                                                                                 |
| Rosszemberek                                        | 1978 | Hunnia Stúdió                                                              | Szomjas György               | Dobai Péter, Szomjas György                                         | Halász Mihály                                                                                            | Sebő Ferenc                                                                                                 |
| SZABADÍTS MEG A GONOSZTÓL                           | 1978 | Hunnia Stúdió                                                              | Sándor Pál                   | Tóth Zsuzsa                                                         | Ragályi Elemér                                                                                           | Presser Gábor , LGT                                                                                         |
| TÍZ ÉV MÚLVA                                        | 1978 | Budapest Stúdió                                                            | Lányi András                 | Lányi András                                                        | Kardos Sándor                                                                                            | Gyarmati István, Neoton Família                                                                             |
| A TROMBITÁS                                         | 1978 | Obijektív Stúdió, Hunnia Stúdió                                            | Rózsa János                  | Kardos István                                                       | Ragályi Elemér                                                                                           | Szörényi Levente                                                                                            |
| KORKEDVEZMÉNY                                       | 1979 | Híradó- és Dokumentumfilm Stúdió ?                                         | Magyar József                | Magyar József                                                       | Banok Tibor                                                                                              | Szigeti Ferenc                                                                                              |
| AJÁNDÉK EZ A NAP                                    | 1979 | Budapest Stúdió                                                            | Gothár Péter                 | Gothár Péter, Zimre Péter                                           | Koltai Lajos                                                                                             | Selmeczi György                                                                                             |
| Az áldozat                                          | 1979 | Hunnia Stúdió                                                              | Dobray György                | Juhász Sándor, Dobray György                                        | Bornyi Gyula                                                                                             | Presser Gábor                                                                                               |
| BÉKEIDŐ                                             | 1979 | Budapest Stúdió                                                            | Vitézy László                | Szalai Györgyi                                                      | Pap Ferenc                                                                                               | Erkel Ferenc, Kodály Zoltán                                                                                 |
| Bizalom                                             | 1979 | Objektív Stúdió                                                            | Szabó István                 | Szabó István                                                        | Koltai Lajos                                                                                             | Polgár Tibor                                                                                                |
| Csontváry                                           | 1979 | Hunnia Stúdió                                                              | Huszárik Zoltán              | Császár István                                                      | Jankura Péter                                                                                            | Kocsár Miklós                                                                                               |
| Égigérő fű                                          | 1979 | Budapest Stúdió                                                            | Palásthy György              | Rényi Tamás, Zimre Péter                                            | Szabó Gábor                                                                                              | Berki Géza                                                                                                  |
| ÉLVE VAGY HALVA                                     | 1979 | Budapest Stúdió                                                            | Rényi Tamás                  | Rényi Tamás, Zimre Péter                                            | Szabó Gábor                                                                                              | Berki Géza                                                                                                  |
| HARCMODOR                                           | 1979 | Dialóg Stúdió                                                              | Dárday István                | Szalai Györgyi                                                      | Koltai Lajos, Pap Ferenc                                                                                 | |
| HOGYAN FELEJTSÜK EL ÉLETÜNK LEGNAGYOBB SZERELMÉT…?  | 1979 | Dialóg Stúdió                                                              | Szász Péter                  | Szász Péter                                                         | Andor Tamás                                                                                              | Aldobolyi Nagy György                                                                                       |
| KENTAUROK I-II                                      | 1979 | Dialóg Stúdió – koprodukció                                                | Vytautas Zalakevicius        | Vytautas Zalakevicius                                               | Pavel Lebesev                                                                                            | |
| KÉT TÖRTÉNET A FÉLMÚLTBÓL                           | 1979 | Dialóg Stúdió                                                              | Makk Károly                  | Makk Károly                                                         | Lukács Lóránt                                                                                            | |
| Ki beszél itt szerelemről?                          | 1979 | Dialóg Stúdió                                                              | Bacsó Péter                  | Bacsó Péter                                                         | Andor Tamás                                                                                              | Vukán György. Mini együttes                                                                                 |
| A kis Valentino                                     | 1979 | Hunnia Stúdió                                                              | Jeles András                 | Jeles András                                                        | Kardos Sándor                                                                                            | |
| KOPORTOS                                            | 1979 | Hunnia Stúdió – koprodukció                                                | Gyarmathy Lívia              | Gyarmathy Lívia, Balázs József                                      | Pap Ferenc                                                                                               | |
| MAJD HOLNAP                                         | 1979 | Hunnia Stúdió                                                              | Elek Judit                   | Pethő György                                                        | Ragályi Elemér                                                                                           | |
| MESE HABBAL                                         | 1979 | Objektív Stúdió                                                            | Bácskai Lauró István         | Maár Gyula, Kardos G. György                                        | Zsombolyai János                                                                                         | Selmeczi György                                                                                             |
| MINDEN SZERDÁN                                      | 1979 | Dialóg Stúdió                                                              | Gyarmathy Lívia              | Marosi Gyula, Gyarmathy Lívia                                       | Pap Ferenc                                                                                               | Kovács György                                                                                               |
| NAPLEMENTE DÉLBEN                                   | 1979 | Budapest Stúdió                                                            | Hintsch György               | Illés Endre                                                         | Somló Tamás                                                                                              | Durkó Zsolt                                                                                                 |
| OKTÓBERI VASÁRNAP                                   | 1979 | Dialóg Stúdió – koprodukció                                                | Kovács András                | Kovács András                                                       | Lugossy István                                                                                           | |
| ORVOS VAGYOK                                        | 1979 | MAFILM Híradó- és Dokumentumfilm Stúdió – koprodukció                      | Gyöngyössy Imre              | Petényi Katalin, Gyöngyössy Imre, Kabay Barna                       | Szabó Gábor                                                                                              | |
| TÖREDÉK AZ ÉLETRŐL                                  | 1979 | Dialóg Stúdió                                                              | Gyöngyössy Imre, Kabay Barna | Gyöngyössy Imre, Kabay Barna                                        | Szabó Gábor                                                                                              | Selmeczi György                                                                                             |
| ÚTKÖZBEN                                            | 1979 | Dialóg Stúdió – koprodukció                                                | Mészáros Márta               | Jan Nowicki, Marek Piwowski, Mészáros Márta                         | Andor Tamás                                                                                              | Zygmunt Konieczny                                                                                           |
| UTOLSÓ ELŐTTI ÍTÉLET                                | 1979 | Hunnia Stúdió                                                              | Grunwalsky Ferenc            | Grunwalsky Ferenc, Bereményi Géza, Hernádi Gyula                    | Ragályi Elemér                                                                                           | Szakcsi Lakatos Béla                                                                                        |
| VASÁRNAPI SZÜLŐK                                    | 1979 | Objektív Stúdió                                                            | Rózsa János                  | Kardos István, Rózsa János                                          | Ragályi Elemér                                                                                           | Szörényi Levente                                                                                            |
| VESZÉLYES JÁTÉKOK                                   | 1979 | Budapest Stúdió – koprodukció                                              | Fejér Tamás                  | Janikovszky Éva. Rolf Péter                                         | Jankura Péter                                                                                            | Fényes Szabolcs                                                                                             |
| Ballagás                                            | 1980 | Dialóg Stúdió                                                              | Almási Tamás                 | Nagy András, Almási Tamás                                           | Máriássy Ferenc                                                                                          | EDDA, Neoton Família                                                                                        |
| BOLDOG SZÜLETÉSNAPOT, MARILYN!                      | 1980 | Objektív Stúdió                                                            | Szörényi Rezső               | Szörényi Rezső, Vámos Miklós                                        | Andor Tamás                                                                                              | Tamássy Zdenkó                                                                                              |
| BOLDOGTALAN KALAP                                   | 1980 | Budapest Stúdió                                                            | Sós Mária                    | Sós Mária                                                           | Szabó Gábor                                                                                              | Presser Gábor                                                                                               |
| CIRCUS MAXIMUS                                      | 1980 | Objektív Stúdió                                                            | Radványi Géza                | Radványi Géza, Máriássy Judit, Makk Károly                          | Sára Sándor                                                                                              | Fényes Szabolcs                                                                                             |
| CSEREPEK                                            | 1980 | Budapest Stúdió                                                            | Gaál István                  | Gaál István                                                         | Lőrincz József                                                                                           | Szöllősy András                                                                                             |
| DÉDELGETETT KEDVENCEINK                             | 1980 | Dialóg Stúdió                                                              | Szalai György                | Dárday István                                                       | Pap Ferenc                                                                                               | Koncz Tibor, EDDA                                                                                           |
| FÁBIÁN BÁLINT TALÁLKOZÁSA ISTENNEL                  | 1980 | Dialóg Stúdió                                                              | Fábri Zoltán                 | Fábián Zoltán                                                       | Illés György                                                                                             | Vukán György                                                                                                |
| HALADÉK                                             | 1980 | Hunnia Stúdió                                                              | Fazekas Lajos                | Módos Péter, Fazekas Lajos                                          | Koltai Lajos                                                                                             | Vukán György                                                                                                |
| Kojak Budapesten                                    | 1980 | Budapest Stúdió                                                            | Szalkai Sándor               | Kállai István, Szalkai Sándor                                       | Lakatos Iván                                                                                             | Kovács György                                                                                               |
| Köszönöm, megvagyunk                                | 1980 | Budapest Stúdió                                                            | Lugossy László               | Kardos István                                                       | Lőrincz József                                                                                           | |
| ÖRÖKSÉG                                             | 1980 | Hunnia Stúdió                                                              | Mészáros Márta               | Kóródy Ildikó, Mészáros Márta                                       | Ragályi Elemér                                                                                           | Döme Zsolt, Fényes Szabolcs                                                                                 |
| A Pogány Madonna                                    | 1980 | Budapest Stúdió                                                            | Mészáros Gyula               | Bujtor István, Mészáros Gyula                                       | Hildebrand István                                                                                        | Aldobolyi Nagy György                                                                                       |
| Psyché I-II                                         | 1980 | Hunnia Stúdió                                                              | Bódy Gábor                   | Bódy Gábor, Csaplár Vilmos                                          | Hildebrand István                                                                                        | Vidovszky László                                                                                            |
| A SVÉD, AKINEK NYOMA VESZETT                        | 1980 | Dialóg Stúdió – Koprodukció                                                | Bacsó Péter                  | Wolfgang Mühlbauer, Bacsó Péter                                     | Andor Tamás                                                                                              | |
| SZABADGYALOG                                        | 1980 | Objektív Stúdió                                                            | Tarr Béla                    | Tarr Béla                                                           | Pap Ferenc , Mihók Barna                                                                                 | Szabó András, Hobo Blues Band, Neoron Família, Minerva                                                      |
| SZÍNES TINTÁKRÓL ÁLMODOM                            | 1980 | Budapest Stúdió                                                            | Ranódy László                | Karcsay Kulcsár István, Ranódy László, Szántó Erika                 | Koltai Lajos                                                                                             | Jeney Zoltán                                                                                                |
| VÁMMENTES HÁZASSÁG                                  | 1980 | Hunnia Stúdió – koprodukció                                                | Zsombolyai János             | Kóródy Ildikó, Kertész Ákos, Matti Ijas, Fábry Sándor               | Ragályi Elemér                                                                                           | Benkő László                                                                                                |
| ANNA                                                | 1981 | Hunnia Stúdió – koprodukció                                                | Mészáros Márta               | Hernádi Gyula, Mészáros Márta                                       | Andor Tamás                                                                                              | Döme Zsolt                                                                                                  |
| Cha-Cha-Cha                                         | 1981 | Objektív Stúdió                                                            | Kovácsi János                | Kovácsi János                                                       | ifj. Jancsó Miklós                                                                                       | Fenyő Miklós                                                                                                |
| FOGADÓ AZ ÖRÖK VILÁGOSSÁGHOZ                        | 1981 | Budapest Stúdió                                                            | Bán Róbert                   | Molnár Gál Péter                                                    | Kende János                                                                                              | Petrovics Emil                                                                                              |
| IDEIGLENES PARADICSOM                               | 1981 | Dialóg Stúdió                                                              | Kovács András                | Kovács András                                                       | Illés György                                                                                             | Vukán György                                                                                                |
| KABALA                                              | 1981 | Objektív Stúdió                                                            | Rózsa János                  | Kardos István, Rózsa János                                          | Ragályi Elemér                                                                                           | Szörényi Levente                                                                                            |
| KETTÉVÁLT MENNYEZET                                 | 1981 | Budapest Stúdió                                                            | Gábor Pál                    | Vészi Endre, Gábor Pál                                              | ifj. Jancsó Miklós                                                                                       | Selmeczi György                                                                                             |
| Kopaszkutya                                         | 1981 | Hunnia Stúdió                                                              | Szomjas György               | Kardos István, Szomjas György                                       | Halász Mihály                                                                                            | Póka Egon, Pálma Zoltán, Deák Bill Gyula                                                                    |
| Megáll az idő                                       | 1981 | Budapest Stúdió                                                            | Gothár Péter                 | Bereményi Géza, Gothar Péter                                        | Koltai Lajos                                                                                             | Selmeczi György                                                                                             |
| Mephisto I-II                                       | 1981 | Objektív Stúdió – koprodukció                                              | Szabó István                 | Dobai Péter, Szabó István                                           | Koltai Lajos                                                                                             | Tamássy Zdenkó, Reinitz Béla                                                                                |
| A MÉRKŐZÉS                                          | 1981 | Objektív Stúdió                                                            | Kósa Ferenc                  | Kósa Ferenc                                                         | Sára Sándor                                                                                              | Hajdú Sándor                                                                                                |
| Nyom nélkül                                         | 1981 | Hunnia Stúdió                                                              | Fábry Péter                  | Fábry Péter, Nemes István                                           | Péterffy András                                                                                          | Dés László, Dimenzió együttes                                                                               |
| A PÁRTFOGOLT                                        | 1981 | Hunnia Stúdió                                                              | Schiffer Pál                 | Schiffer Pál                                                        | Andor Tamás, ifj. Jancsó Miklós                                                                          | EDDA |
| A REMÉNY JOGA                                       | 1981 | Objektív Stúdió                                                            | Kézdi-Kovács Zsolt           | Kézdi-Kovács Zsolt                                                  | Zsombolyai János                                                                                         | Szörényi Levente                                                                                            |
| REQUIEM                                             | 1981 | Dialóg Stúdió                                                              | Fábry Zoltán                 | Fábry Zoltán                                                        | Illés György                                                                                             | Vukán György                                                                                                |
| Ripacsok                                            | 1981 | Hunnia Stúdió                                                              | Sándor Pál                   | Tóth Zsuzsa, Sándor Pál                                             | Ragályi Elemér                                                                                           | Presser Gábor                                                                                               |
| A szeleburdi család                                 | 1981 | Dialóg Stúdió                                                              | Palásthy György              | Bálint Ágnes, Palásthy György                                       | Kardos Sándor                                                                                            | Tamássy Zdenkó, Fényes Szablcs                                                                              |
| SZÍVZŰR                                             | 1981 | Objektív Stúdió                                                            | Böszörményi Géza             | Balázs József, Böszörményi Géza                                     | Jankura Péter                                                                                            | Kovács György, Tamássy Zdenkó                                                                               |
| Tegnapelőtt                                         | 1981 | Dialóg Stúdió                                                              | Bacsó Péter                  | Bacsó Péter                                                         | Andor Tamás                                                                                              | Vukán György                                                                                                |
| A TRANSZPORT                                        | 1981 |                                                                            | Szurdi András                | Kuczka Péter                                                        | Nemescsói Tamás                                                                                          | |
| A ZSARNOK SZÍVE, AVAGY BOCCACCIO MAGYARORSZÁGON     | 1981 | Budapest Stúdió – koprodukció                                              | Jancsó Miklós                | Hernádi Gyula, Jancsó Miklós                                        | Kende János                                                                                              | Orbán György, Simon Zoltán, Cseh Tamás                                                                      |
| GUERNICA                                            | 1982 | MAFILM – koprodukció                                                       | Kósa Ferenc                  | Kósa Ferenc                                                         | Koltai Lajos                                                                                             | Benkő László                                                                                                |
| Viadukt (film) / THE SILVESTER SYNDROME             | 1982 | MAFILM – koprodukció                                                       | Simó Sándor                  | Egon Eis                                                            | Andor Tamás                                                                                              | Tamássy Zdenkó                                                                                              |
| Csak semmi pánik                                    | 1982 | Budapest Stúdió                                                            | Szőnyi G. Sándor             | Bujtor István                                                       | Bornyi Gyula                                                                                             | Frenreisz Károly                                                                                            |
| Dögkeselyű                                          | 1982 | Dialóg Stúdió                                                              | András Ferenc                | Munkácsi Miklós, Andrási Ferenc                                     | Ragályi Elemér                                                                                           | Kovács György, Vukán György                                                                                 |
| Egymásra nézve                                      | 1982 | Dialóg Stúdió                                                              | Makk Károly                  | Galgóczi Erzsébet, Makk Károly                                      | Andor Tamás                                                                                              | Dés László, Másik János                                                                                     |
| Elveszett illúziók                                  | 1982 | Objektív Stúdió                                                            | Gazdag Gyula                 | Győrffy Miklós, Gazdag Gyula, Spiró György                          | ifj. Jancsó Miklós                                                                                       | Márta István                                                                                                |
| Hatásvadászok                                       | 1982 | Dialóg Stúdió                                                              | Szurdi Miklós                | Szurdi Miklós, Várkonyi Péter Endre, Verebes István                 | Szalai András                                                                                            | Döme Zsolt                                                                                                  |
| Napló gyermekeimnek                                 | 1982 | Budapest Stúdió                                                            | Mészáros Márta               | Mészáros Márta                                                      | ifj. Jancsó Miklós                                                                                       | Döme Zsolt                                                                                                  |
| NÉVTELEN VÁR                                        | 1982 | Budapest Stúdió                                                            | Zsurzs Éva                   | Zsurzs Éva, Molnár Gál Péter                                        | Lukács Lóránt                                                                                            | Hidas Frigyes                                                                                               |
| ROHANJ VELEM                                        | 1982 | Hunnia Stúdió                                                              | Markos Miklós                | Asperján György                                                     | Illés György                                                                                             | Madarász Iván                                                                                               |
| SÉRTÉS                                              | 1982 | Dialóg Stúdió, MTV, MOKÉP                                                  | Bacsó Péter                  | Bacsó Péter                                                         | Andor Tamás                                                                                              | Fényes Szabolcs                                                                                             |
| Szerencsés Dániel                                   | 1982 | Hunnia Stúdió                                                              | Sándor Pál                   | Tóth Zsuzsa                                                         | Ragályi Elemér                                                                                           | Selmeczi György                                                                                             |
| TALPRA, GYŐZŐ!                                      | 1982 | Objektív Stúdió                                                            | Szörény Rezső                | Sükösd Mihály, Szörény Rezső                                        | Jankura Péter                                                                                            | Tamássy Zdenkó                                                                                              |
| VÉRSZERZŐDÉS                                        | 1982 | Dialóg Stúdió                                                              | Dobray György                | Horváth Péter                                                       | Szabó Gábor                                                                                              | Babos Gyula                                                                                                 |
| VISSZAESŐK                                          | 1982 | Objektív Stúdió                                                            | Kézdi-Kovács Zsolt           | Kézdi-Kovács Zsolt                                                  | Kende János                                                                                              | |
| VŐLEGÉNY                                            | 1982 | Budapest Stúdió                                                            | Vámos László                 | Müller Péter                                                        | Szabó Gábor                                                                                              | Aldobolyi Nagy György                                                                                       |
| A KLAPKA-LÉGIÓ                                      | 1983 | MAFILM, MTV, MOKÉP                                                         | Hajdufy Miklós               | Hajdufy Miklós                                                      | Gulyás Buda                                                                                              | Orbán György                                                                                                |
| Angyali üdvözlet                                    | 1983 | Hunnia Stúdió                                                              | Jeles András                 | Jeles András                                                        | Kardos Sándor                                                                                            | Márta István                                                                                                |
| Boszorkányszombat                                   | 1983 | Objektív Stúdió                                                            | Rózsa János                  | Kardos István                                                       | Kende János                                                                                              | Tamássy Zdenkó                                                                                              |
| A CSODA VÉGE                                        | 1983 | Hunnia Stúdió                                                              | Vészi János                  | Kőszegi Edit, Vészi János                                           | Máthé Tibor                                                                                              | Vészi János                                                                                                 |
| DÉLIBÁBOK ORSZÁGA                                   | 1983 | Budapest Stúdió                                                            | Mészáros Márta               | Vargha Balázs                                                       | ifj. Jancsó Miklós                                                                                       | Döme Zsolt                                                                                                  |
| Eszkimó asszony fázik                               | 1983 | Dialóg Stúdió                                                              | Xantus János                 | Xantus János                                                        | Matkócsik András                                                                                         | Lukin Gábor, Víg Mihály, Másik János                                                                        |
| FELHŐJÁTÉK                                          | 1983 | Hunnia Stúdió                                                              | Maár Gyula                   | Maár Gyula                                                          | Novák Emil                                                                                               | Selmeczi György                                                                                             |
| GYERTEK EL A NÉVNAPOMRA                             | 1983 | Dialóg Stúdió                                                              | Fábri Zoltán                 | Fábri Zoltán                                                        | Illés György                                                                                             | Vukán György                                                                                                |
| Hanyatt-homlok                                      | 1983 | Budapest Stúdió                                                            | Révész György                | Vámos Miklós                                                        | Szécsényi Ferenc                                                                                         | KFT Együttes, Lengyelfi Miklós                                                                              |
| Házasság szabadnappal                               | 1983 | Budapest Stúdió                                                            | Mészáros Gyula               | Romhányi József                                                     | Nemescsói Tamás                                                                                          | Aldobolyi Nagy György                                                                                       |
| HOSSZÚ VÁGTA                                        | 1983 | Objektív Stúdió – koprodukció                                              | Gábor Pál                    | W.W. Lewis                                                          | Ragályi Elemér                                                                                           | Charles Gross                                                                                               |
| Könnyű testi sértés                                 | 1983 | Hunnia Stúdió                                                              | Szomjas György               | Grunwalsky Ferenc, Szomjas György                                   | Grunwalsky Ferenc                                                                                        | Somló Tamás                                                                                                 |
| Mária-nap                                           | 1983 | Objektív Stúdió                                                            | Elek Judit                   | Pethő György                                                        | Novák Emil                                                                                               | |
| MENNYEI SEREGEK                                     | 1983 | Budapest Stúdió                                                            | Kardos Ferenc                | Kardos István                                                       | Koltai Lajos                                                                                             | Selmeczi György                                                                                             |
| Szegény Dzsoni és Árnika                            | 1983 | Budapest Stúdió                                                            | Sólyom András                | Sólyom András                                                       | Mertz Loránd                                                                                             | Márta István                                                                                                |
| SZERETŐK                                            | 1983 | Dialóg Stúdió                                                              | Kovács András                | Kovács András                                                       | Bíró Miklós                                                                                              | Presser Gábor                                                                                               |
| Te rongyos élet                                     | 1983 | Dialóg Stúdió                                                              | Bacsó Péter                  | Bacsó Péter                                                         | Andor Tamás                                                                                              | Vukán György                                                                                                |
| ÓRIÁS                                               | 1984 | MAFILM, MTV                                                                | Szántó Erika                 | Szántó Erika                                                        | Zádori Ferenc                                                                                            | Szunyogh Balázs                                                                                             |
| EGY KICSIT ÉN…EGY KICSIT TE                         | 1984 | Dialóg Stúdió                                                              | Gyarmathy Lívia              | Böszörményi Géza, Kardos Csaba                                      | Pap Ferenc                                                                                               | Selmeczi György                                                                                             |
| AZ ÉLET MUZSIKÁJA – KÁLMÁN IMRE                     | 1984 | Dialóg Stúdió – koprodukció                                                | Palásthy György              | Jurij Nagibin                                                       | Herczenik Miklós                                                                                         | |
| ESZMÉLÉS                                            | 1984 | Hunnia Stúdió                                                              | Grunwalsky Ferenc            | Grunwalsky Ferenc                                                   | Máthé Tibor                                                                                              | ifj. Kurtág György, Péterdi Péter                                                                           |
| ESZTERLÁNC                                          | 1984 | Budapest Stúdió                                                            | Péterffy András              | Vörös Éva                                                           | Kurucz Sándor                                                                                            | Jeney Zoltán, Maros Rudolf, Oroszlán György, Balázs Árpád                                                   |
| ISTVÁN, A KIRÁLY                                    | 1984 | Budapest Stúdió                                                            | Koltay Gábor                 | Boldizsár Miklós, koltay Gábor, Bródy János, Szörényi Levente       | Andor Tamás, Dávid Zoltán, Halom József, Kende János, Mertz Loránd, Novák Emil, Szabó Gábor, Tamár Péter | Szörényi Levente, Szörényi Szabolcs                                                                         |
| JÁTSZANI KELL                                       | 1984 | Dialóg Stúdió – koprodukció                                                | Makk Károly                  | Frank Cucci                                                         | John Lindley, Andor Tamás                                                                                | Fényes Szabolcs                                                                                             |
| MEGFELELŐ EMBER KÉNYES FELADATRA                    | 1984 | Objektív Stúdió – koprodukció                                              | Kovács János                 | Kovács János, Juha Vakkuri                                          | ifj. Jancsó Miklós                                                                                       | Várkonyi Mátyás                                                                                             |
| Redl ezredes                                        | 1984 | Objektív Stúdió – koprodukció                                              | Szabó István                 | Szabó István, Dobay Péter                                           | Koltai Lajos                                                                                             | Tamássy Zdenkó                                                                                              |
| SORTŰZ EGY FEKETE BIVALYÉRT                         | 1984 | Objektív Stúdió – koprodukció                                              | Szabó László                 | Szabó László, Jeli Ferenc, András Ferenc                            | Kende János                                                                                              | Petrovics Emil                                                                                              |
| Szirmok, virágok, koszorúk                          | 1984 | Budapest Stúdió                                                            | Lugossy László               | Kardos István, Lugossy László                                       | Ragályi Elemér                                                                                           | Selmeczi György                                                                                             |
| Uramisten                                           | 1984 | Hunnia Stúdió                                                              | Gárdos Péter                 | Osváth András, Gárdos Péter                                         | Máthé Tibor                                                                                              | Novák János                                                                                                 |
| VALAKI FIGYEL                                       | 1984 | Hunnia Stúdió                                                              | Lányi András                 | Lányi András                                                        | Kardos Sándor                                                                                            | Papp Zoltán                                                                                                 |
| A vörös grófnő I-II                                 | 1984 | Dialóg Stúdió, MTV, MOKÉP, Hungarofilm                                     | Kovács András                | Kovács András                                                       | Bíró Miklós                                                                                              | Vidovszky László                                                                                            |
| YERMA                                               | 1984 | Hunnia Stúdió – koprodukció                                                | Gyöngyössy Imre, Kabay Barna | Gyöngyössy Imre, Kabay Barna, Petényi Katalin                       | Szabó Gábor                                                                                              | Peskó Zoltán                                                                                                |
| Csak egy mozi                                       | 1985 | Hunnia Stúdió                                                              | Sándor Pál                   | Molnár Gál Péter, Sándor Pál                                        | Ragályi Elemér                                                                                           | |
| Egészséges erotika                                  | 1985 | Dialóg Stúdió                                                              | Tamár Péter                  | Tamár Péter                                                         | Kardos Sándor                                                                                            | Szörényi Levente, Fenyő Miklós, Presser Gábor, Tardos Péter, Payer András                                   |
| ELSŐ KÉTSZÁZ ÉVEM                                   | 1985 | Objektív Stúdió                                                            | Maár Gyula                   | Maár Gyula                                                          | Márk Iván                                                                                                | |
| Falfúró                                             | 1985 | Hunnia Stúdió                                                              | Szomjas György               | Szomjas György                                                      | Grunwalsky Ferenc                                                                                        | Karácsony János                                                                                             |
| Gyerekrablás a Palánk utcában                       | 1985 | Dialóg Stúdió                                                              | Mihályfy Sándor              | Nógrádi Gábor, Mihályfy Sándor                                      | Baranyai László                                                                                          | Selmeczi György                                                                                             |
| Hány az óra, Vekker úr?                             | 1985 | Objektív Stúdió                                                            | Bacsó Péter                  | Bacsó Péter                                                         | Andor Tamás                                                                                              | Vukán György                                                                                                |
| HÜLYESÉG NEM AKADÁLY                                | 1985 | Dialóg Stúdió                                                              | Xantus János                 | Xantus János, Kóródy Ildikó                                         | Matkócsik András                                                                                         | Másik János, Lukin Gábor                                                                                    |
| IDŐ VAN                                             | 1985 | Hunnia Stúdió                                                              | Gothár Péter                 | Esterházy Péter, Gothár Péter                                       | Dávid Zoltán                                                                                             | Selmeczi György                                                                                             |
| Képvadászok                                         | 1985 | Dialóg Stúdió                                                              | Szurdi András, Szurdi Miklós | Szurdi András, Szurdi Miklós                                        | Szalai András                                                                                            | Döme Zsolt                                                                                                  |
| ORFEUSZ ÉS EURYDIKÉ                                 | 1985 | Budapest Stúdió, MOKÉP                                                     | Gaál István                  | Gaál István                                                         | Sára Sándor                                                                                              | |
| A rejtőzködő                                        | 1985 | Objektív Stúdió                                                            | Kézdi-Kovács Zsolt           | Kézdi-Kovács Zsolt                                                  | Kende János                                                                                              | Sáry László                                                                                                 |
| Szerelem első vérig                                 | 1985 | Dialóg Stúdió                                                              | Dobray György, Horváth Péter | Dobray György, Horváth Péter                                        | Andor Tamás                                                                                              | Dés László                                                                                                  |
| A tanítványok                                       | 1985 | Budapest Stúdió                                                            | Bereményi Géza               | Bereményi Géza                                                      | Kardos Sándor                                                                                            | |
| VÁROSBÚJÓCSKA                                       | 1985 | Budapest Stúdió                                                            | Sós Mária                    | Sós Mária, Rozgonyi Ádám                                            | Szabó Gábor                                                                                              | Jiri Stivin, Másik János, Európa Kiadó                                                                      |
| Akli Miklós                                         | 1986 | Budapest Stúdió                                                            | Révész György                | Révész György                                                       | Szécsényi Ferenc                                                                                         | Márta István, Szörényi Levente                                                                              |
| Banánhéjkeringő                                     | 1986 | Hunnia Stúdió                                                              | Bacsó Péter                  | Bacsó Péter                                                         | Andor Tamás                                                                                              | Vukán György, Fényes Szabolcs                                                                               |
| Csók, Anyu                                          | 1986 | Objektív Stúdió                                                            | Rózsa János                  | Rózsa János, Vámos Miklós                                           | Ragályi Elemér                                                                                           | Bródy János                                                                                                 |
| Doktor Minorka Vidor nagy napja                     | 1986 | Hunnia Stúdió                                                              | Sólyom András                | Békés Pál                                                           | Mertz Lóránd                                                                                             | Márta István                                                                                                |
| ELYSIUM                                             | 1986 | Budapest Stúdió – koprodukció                                              | Szántó Erika                 | Schulze Éva                                                         | Zádori Ferenc                                                                                            | |
| Érzékeny búcsú a fejedelemtől                       | 1986 | Dialóg Stúdió                                                              | Vitézy László                | Vitézy László, Hankiss Ágnes                                        | Jankura Péter                                                                                            | Márta István                                                                                                |
| GONDVISELÉS                                         | 1986 | Budapest Stúdió, MTV                                                       | Erdőss Pál                   | Kardos István                                                       | Pap Ferenc, Sas Tamás                                                                                    | Balázs Ferenc                                                                                               |
| HAJNALI HÁZTETŐK                                    | 1986 | Budapest Stúdió, MTV                                                       | Dömölky János                | Dömölky János, Ottlik Géza                                          | Koltai Lajos                                                                                             | Tamássy Zdenkó                                                                                              |
| HOL VOLT, HOL NEM VOLT….                            | 1986 | Objektív Stúdió                                                            | Gazdag Gyula                 | Győrffy Miklós, Gazdag Gyula                                        | Ragályi Elemér                                                                                           | Márta István                                                                                                |
| LAURA                                               | 1986 | Objektív Stúdió                                                            | Böszörményi Géza             | Böszörményi Géza                                                    | Pap Ferenc                                                                                               | Selmeczi György, Balázs Ferenc                                                                              |
| MALOM A POKOLBAN                                    | 1986 | Hunnia Stúdió                                                              | Maár Gyula                   | Moldova György, Maár Gyula                                          | Márk Iván                                                                                                | |
| A NAGY GENERÁCIÓ                                    | 1986 | Dialóg Stúdió                                                              | András Ferenc                | Bereményi Géza, András Ferenc                                       | Ragályi Elemér                                                                                           | Kovács György                                                                                               |
| Szamárköhögés                                       | 1986 | Hunnia Stúdió                                                              | Gárdos Péter                 | Osváth András, Gárdos Péter                                         | Máthé Tibor                                                                                              | Novák János                                                                                                 |
| Szörnyek évadja                                     | 1986 | Dialóg Stúdió                                                              | Jancsó Miklós                | Hernádi Gyula, Jancsó Miklós                                        | Kende János                                                                                              | Simon Zoltán, Cseh Tamás                                                                                    |
| VAKVILÁGBAN                                         | 1986 | Dialóg Stúdió, MTV                                                         | Gyarmathy Lívia              | Marosi Gyula, Gyarmathy Lívia                                       | Pap Ferenc                                                                                               | Balázs Ferenc, Sándor Jenő, Fényes Szabolcs, Dobsa Sándor                                                   |
| A MENYASSZONY GYÖNYÖRŰ VOLT                         | 1987 | MAFILM – koprodukció                                                       | Gábor Pál                    | Lucio Manlio Battistrada, Enzo Lauretta, Stefano Milioto, Gábor Pál | Kende János                                                                                              | Nicola Piovani                                                                                              |
| HÓTREÁL                                             | 1987 | Hunnia Stúdió                                                              | Szabó Ildikó                 | Szabó Ildikó                                                        | Dávid Zoltán                                                                                             | Másik János                                                                                                 |
| "ISTEN VELETEK, BARÁTAIM"                           | 1987 | Hunnia Stúdió, MTV                                                         | Simó Sándor                  | Bíró Zsuzsa, Simó Sándor                                            | Andor Tamás                                                                                              | Tamássy Zdenkó                                                                                              |
| Az én XX. századom                                  | 1988 | MAFILM – koprodukció                                                       | Enyedi Ildikó                | Enyedi Ildikó                                                       | Máthé Tibor                                                                                              | Vidovszky László                                                                                            |
| KÜLDETÉS EVIANBA                                    | 1988 | MAFILM – koprodukció                                                       | Szántó Erika                 | Szántó Erika                                                        | Szabó Gábor                                                                                              | Fényes Szabolcs                                                                                             |
| NYITOTT ABLAK                                       | 1988 | MAFILM, Dialóg Filmstúdió, Vidám Színpad, Ramovill                         | Bednai Nándor                | Bednai Nándor, Szenes Iván                                          | Illés György                                                                                             | Fényes Szabolcs                                                                                             |
| SZTÁLIN MENYASSZONYA                                | 1990 | MAFILM – koprodukció                                                       | Bacsó Péter                  | Vlagyimir Tyendrjakov                                               | Köllő Miklós, Bacsó Péter                                                                                | Jörg Schoch, Uli Goldhahn                                                                                   |
| Édes Emma, drága Böbe                               | 1991 | MAFILM Audio Kft – koprodukció                                             | Szabó István                 | Szabó István                                                        | Koltai Lajos                                                                                             | Móricz Mihály, Bornai Tibor, Nagy Fero                                                                      |
| ÉS MÉGIS…                                           | 1991 | MAFILM, Budapest Filmstúdió, Obijektív Filmstúdió                          | Kézdi-Kovács Zsolt           | Kézdi-Kovács Zsolt                                                  | Sára Balázs                                                                                              | Bernáth Sándor                                                                                              |
| Szerelmes szívek                                    | 1991 | MAFILM Audio Kft, Filmproducer Kft., Sámson Holding Kft, Dialóg Filmstúdió | Dobray György                | Mészöly Gábor                                                       | Halász Gábor                                                                                             | Fenyő Miklós                                                                                                |
| A BROOKLYNI TESTVÉR                                 | 1994 | MAFILM, Hunnia Filmstúdió                                                  | Gárdos Péter                 | Gárdos Péter, Osváth András, Bíró Zsuzsa, Tóth Zsuzsa               | Máthé Tibor                                                                                              | Novák János                                                                                                 |
| CSAJOK                                              | 1995 | MAFILM – koprodukció                                                       | Szabó Ildikó                 | Szabó Ildikó                                                        | Jankura Péter                                                                                            | Másik János                                                                                                 |
| Megint tanú                                         | 1995 | Focus Film, MTM Cinnefilm, MTV, Fotex, MAFILM                              | Bacsó Péter                  | Bacsó Péter, Fábry Sándor                                           | Andor Tamás                                                                                              | Vukán György, Creative Art Ensemble                                                                         |
| GYILKOS KEDV                                        | 1996 | MAFILM Rt. , Hétfői Műhely Stúdió alapítvány                               | Erdőss Pál                   | Kardos István                                                       | Pap Ferenc                                                                                               | Másik János                                                                                                 |
| Retúr                                               | 1996 | Film Art, Telefilm, MMKA, Mafilm                                           | Palásthy György              | Palásthy György                                                     | Illés György                                                                                             | Hollós Máté                                                                                                 |
| Sztracsatella                                       | 1996 | Objektív Filmstúdió, MTV, MAFILM                                           | Kern András                  | Kern András                                                         | Ragályi Elemér                                                                                           | Presser Gábor                                                                                               |
| WITMAN FIÚK                                         | 1997 | MAFILM – koprodukció                                                       | Szász János                  | Szász János                                                         | Máthé Tibor                                                                                              | |
| A Hídember                                          | 2002 | Mafilm Invest, FilmArt, NET Entertainment, MTV                             | Bereményi Géza               | Bereményi Géza, Can Togay                                           | Kardos Sándor                                                                                            | Másik János                                                                                                 |
| A BOLDOGSÁG SZÍNE                                   | 2003 | MAFILM, MTV, FilmArt                                                       | Pacskovszky József           | Pacskovszky József                                                  | Gózon Fransisco                                                                                          | Ando Drom, Sonoton Music Library                                                                            |

## A Mafilm közreműködésével készült filmek
(nem teljes lista)
| Év        | Cím                                              | Rendező               | Producer                                                     |
| --------- | ------------------------------------------------ | --------------------- | ------------------------------------------------------------ |
| 1967      | The Fixer                                        | John Frankenheimer    | Metro-Goldwyn-Mayer                                          |
| 1969      | First Love                                       | Maximilian Schell     | Alfa Film                                                    |
| 1971      | Das falsche Gewicht                              | Bernhard Wicki        | Intertel                                                     |
| 1972      | Blue Beard                                       | Edward Dmytryk        | Barnabé Production                                           |
| 1974      | Szerelem és halál                                | Woody Allen           | Charles H. Joffe Production                                  |
| 1976      | The Prince and the Pauper                        | Franklin Schaffner    | Alexander Salkind                                            |
| 1977      | Anna Karenina                                    | Basil Coleman         | BBC                                                          |
| 1978      | The Ninth Configuration                          | William Peter Blatty  | Blatty-Pepsico                                               |
| 1980      | Menekülés a győzelembe                           | John Huston           | Lorimar Pictures                                             |
| 1981      | Sphinx                                           | Franklin Schaffner    | Orion Pictures                                               |
| 1982      | The Phantom of the Opera                         | Robert Markowitz      | Robert Halmi Inc.                                            |
| 1982      | Die weisse Rose                                  | Michael Verhoeven     | Sentana Film, München                                        |
| 1983      | Edith et Marcel                                  | Claude Lelouch        | Les Films 13 – Parafrance Films                              |
| 1983      | For Those I Loved                                | Robert Enrico         | Producteurs Associes, Paris                                  |
| 1985      | War and Love                                     | Moshé Mizrahi         | Stafford Productions                                         |
| 1985      | Anna Karenina                                    | Simon Langton         | Ray Stoyk Productions                                        |
| 1985      | Mata Hari                                        | Curtis Hurrington     | Cannon Films                                                 |
| 1985      | Lionheart                                        | Franklin Schaffner    | Taliafilm II                                                 |
| 1986      | Of Pure Blood                                    | Joseph Sargent        | Warner Bros TV                                               |
| 1987      | Terminus                                         | Pierre-William Glenn  | Les Film du Cheval de Fer                                    |
| 1987      | Hanna’s War                                      | Menahem Golan         | Cannon Film Inc.                                             |
| 1987      | Lena                                             | Ed Sherin             | Robert Greenwald Prod.                                       |
| 1988      | Vörös zsaru                                      | Walter Hill           | Carolco Production Services                                  |
| 1988      | The Threepeny Opera                              | Menahem Golan         | Cannon Film Inc.                                             |
| 1989      | A Connecticut Yankee in the Court of King Arthur | Mel Damski            | Round Table Prods. N.V.                                      |
| 1989      | Georg Elser – Einer aus Deutschland              | Klaus Maria Brandauer | Mutoscope Film                                               |
| 1989      | Cyrano                                           | Jean Paul Rappeneau   | Hachette Premiere &Cie                                       |
| 1989      | Nightmare Years                                  | Anthony Page          | Consolidated                                                 |
| 1989      | Music Box                                        | Costa-Gavras          | Carolco Production Services                                  |
| 1989      | The Phantom of the Opera                         | Dwight Little         | Cannon Screen Entertainment                                  |
| 1989      | Dracula                                          | Roger Cardinal        | Misha TV Prod.                                               |
| 1990      | Hudson Hawk – Egy mestertolvaj aranyat ér        | Michael Lehmann       | Joel Silver                                                  |
| 1992      | Maigret                                          | James Cellan-Jones    | Granada Television (UK)                                      |
| 1993      | M. Butterfly                                     | David Cronenberg      | Warner Brothers                                              |
| 1993      | Charlemagne                                      | Clive Donner          | Pathe TV – Lux S.p.a.                                        |
| 1993      | Brother Cadfel                                   | Graham Theakson       | Central Films                                                |
| 1994      | A Kid in King Arthur’s Court                     | Michael Gottlieb      | Tapestry Films (USA)                                         |
| 1994      | Le Jardin des Plants                             | Philippe de Broca     | Son et Lumire, Paris                                         |
| 1995      | Laughter in the Dark                             | Uli Edel              | Treehouse – Interimages                                      |
| 1996      | Evita                                            | Alan Parker           | Parker-Stigwood-Vajna                                        |
| 1996      | A Notre Dame-i toronyőr                          | Peter Medak           | Alliance Communication – Turner /TMA                         |
| 1998      | A Knight in Camelot                              | Roger Young           | Gillott – Rosemont                                           |
| 1999      | Jakob the Liar                                   | Peter Kassowitz       | Columbia Pictures                                            |
| 2000      | In the Beginning                                 | Kevin Connor          | Hallmark Entertainment                                       |
| 2001      | Kémjátszma                                       | Tony Scott            | Universal Studios-Beacon Communications                      |
| 2001      | All the Queen’s Men                              | Stefan Ruzowitzky     | Streamline Filmproduction GmBH                               |
| 2002      | Napoléon                                         | Yves Simoneau         | GMT – KirchMedia                                             |
| 2002      | Én, a kém                                        | Betty Thomas          | Blue Sky Prod. Ltd.                                          |
| 2002      | Sniper II.                                       | Craig Baxley          |                                                              |
| 2002      | Dinotópia – Őslények szigete                     | Marco Brambilla       | Walt Disney – ABC – Hallmark                                 |
| 2002      | Underworld                                       | Len Wiseman           | Lakeshore Entertainment                                      |
| 2003      | Csodálatos Júlia                                 | Szabó István          | Alliance Pictures                                            |
| 2003      | The Lion in Winter                               | Andrei Konchalovskiy  | Hallmark Entertainment                                       |
| 2004      | A Chirstmas Carol                                | Arthur A. Seidelman   | Hallmark Entertainment                                       |
| 2005      | Fateless                                         | Koltai Lajos          |                                                              |
| 2005      | The Collector                                    | Athony Atkins         | Collector Productions                                        |
| 2005      | Day of Wrath                                     | Adrian Rudomin        | Azucar Entertainment                                         |
| 2005      | The Moon And The Stars                           | John Irvin            | Buskin Film                                                  |
| 2005      | Copying Beethoven                                | Agnieszka Holland     | Sidney Kimmel Entertainment                                  |
| 2006      | Eragon                                           | Stefen Fangmeier      | Fox 2000 pictures                                            |
| 2006      | Robin Hood 1-3                                   | Graeme Har            | Tiger Aspect Productions                                     |
| 2006      | The Company                                      | Mikael Salomon        | Sony Television                                              |
| 2006      | Amusement                                        | John Simpson          | New Line Cinema                                              |
| 2007      | John Adams                                       | Tom Hooper            | HBO                                                          |
| 2007      | Moon Princess                                    | Csupó Gábor           | Forgan – Smith Entertainment                                 |
| 2008      | The Boy in the Striped Pajamas                   | Mark Herman           | Miramax Films                                                |
| 2008      | Season of the Witch                              | Dominic Sena          | Relativity Media                                             |
| 2009      | Le Rafle                                         | Rose Bosch            | Légende Films                                                |
| 2009      | The Pillars of the Earth                         | Sergio Mimica-Gezzan  | Tandem Entertainment                                         |
| 2009      | Going Postal                                     | John Jones            | All3 Media International                                     |
| 2009      | Memories of Anne Frank                           | Alberto Negrin        | Italian International Film                                   |
| 2009      | The Dept                                         | John Madden           | Miramax Films, Marv Films, Pioneer Pictures                  |
| 2010      | The Raven                                        | James McTeigue        | Intrepid Pictures                                            |
| 2010      | Magic Boys                                       | Koltai Róbert         | B & B Entertainment Group                                    |
| 2010      | Monte Carlo                                      | Thomas Bezucha        | Fox 2000 Pictures                                            |
| 2010      | Isenhart                                         | Handsjörg Thum        | Ninety-Minute Film                                           |
| 2010      | Bel Ami                                          | Declan Donnellan      | Redwave Films                                                |
| 2011      | World Without End                                | Michael Caton-Jones   | Tandem Communications                                        |
| 2011      | Asterix                                          | Laurent Tirard        | Fidelité Films                                               |
| 2012      | The Centenarian                                  | Felix Herngren        | Nice Flx Pictures                                            |
| 2013      | Dracula                                          | Andy Goddard          | NBC Universal Television                                     |
| 2013      | Fleming                                          | Mat Whitecross        | BBC America                                                  |
| 2013      | Kenau                                            | Maarten Treurniet     | Fu Works                                                     |
| 2013      | Houdini                                          | Uli Edel              | Lionsgate Television, A&E Studios, Cypress Point Productions |
| 2019      | Vaják (1. évad)                                  |                       | Little Schmidt Productions, Hivemind, Platige Image          |
| 2015–2023 | Az utolsó királyság (5 évad + film)              |                       | Carnival Film and Television                                 |
| 2021-2023 | Árnyék és csont (2 évad)                         |                       | 21 Laps Entertainment, Chronology, Loom Studios              |
| 2022      | The Munsters                                     | Rob Zombie            | Universal 1440 Entertainment                                 |